# Elezioni parlamentari in Corea del Sud del 2012
Le elezioni parlamentari in Corea del Sud del 2012 si tennero l'11 aprile per il rinnovo dell'Assemblea nazionale e videro la vittoria del Partito Saenuri, che ottenne di nuovo la maggioranza pur perdendo alcuni seggi.
L'affluenza fu del 54,3%.

## Risultati
| Liste                               | Riepilogo nazionale | Riepilogo nazionale | Riepilogo nazionale | Seggi   | Seggi  |
| Liste                               | Voti                | %                   | Seggi               | Collegi | Totale |
| ----------------------------------- | ------------------- | ------------------- | ------------------- | ------- | ------ |
| Partito Saenuri                     | 9.130.651           | 42,80               | 25                  | 127     | 152    |
| Partito Unito Democratico           | 7.777.123           | 34,46               | 21                  | 106     | 127    |
| Partito Progressista Unito          | 2.198.405           | 10,31               | 6                   | 7       | 13     |
| Partito dell'Avanzata della Libertà | 690.754             | 3,24                | 2                   | 3       | 5      |
| Partito Cristiano                   | 257.190             | 1,21                | -                   | -       | -      |
| Nuovo Partito Progressista          | 243.065             | 1,14                | -                   | -       | -      |
| Partito Hannara                     | 181.822             | 0,85                | -                   | -       | -      |
| Partito della Visione della Corea   | 156.241             | 0,73                | -                   | -       | -      |
| Partito Verde della Corea           | 103.842             | 0,49                | -                   | -       | -      |
| Altri                               | 592.968             | 2,78                | -                   | -       | -      |
| Indipendenti                        | -                   | -                   | -                   | 3       | 3      |
| Totale                              | 21.332.061          |                     | 54                  | 246     | 300    |